# Alice Vanderbilt Morris
Alice Vanderbilt Shepard Morris, née le 7 décembre 1874 à New York et morte le 15 août 1950 à Bar Harbor (Maine), est une héritière et philanthrope américaine connue pour avoir fondé l'International Auxiliary Language Association.

## Biographie
Alice Vanderbilt Shepard naît en 1874 à New York au sein d'une famille prestigieuse : son père, Elliott Fitch Shepard (en), est un avocat et éditeur de presse connu dans les milieux conservateurs new-yorkais, tandis que sa mère Margaret Louisa Vanderbilt Shepard est la petite-fille du riche entrepreneur Cornelius Vanderbilt, dont la famille est alors la plus fortunée des États-Unis. Victime d'un accident durant son enfance, la jeune Alice est blessée au dos et gardera toute sa vie une infirmité qui l'obligera à porter des bretelles et à passer une grande partie de son temps allongée sur un sofa, ce qui ne l'empêche pas de fréquenter une école privée new-yorkaise. Durant sa jeunesse, elle apparaît peu en société, préférant consacrer son temps à la religion et aux œuvres de bienfaisance.

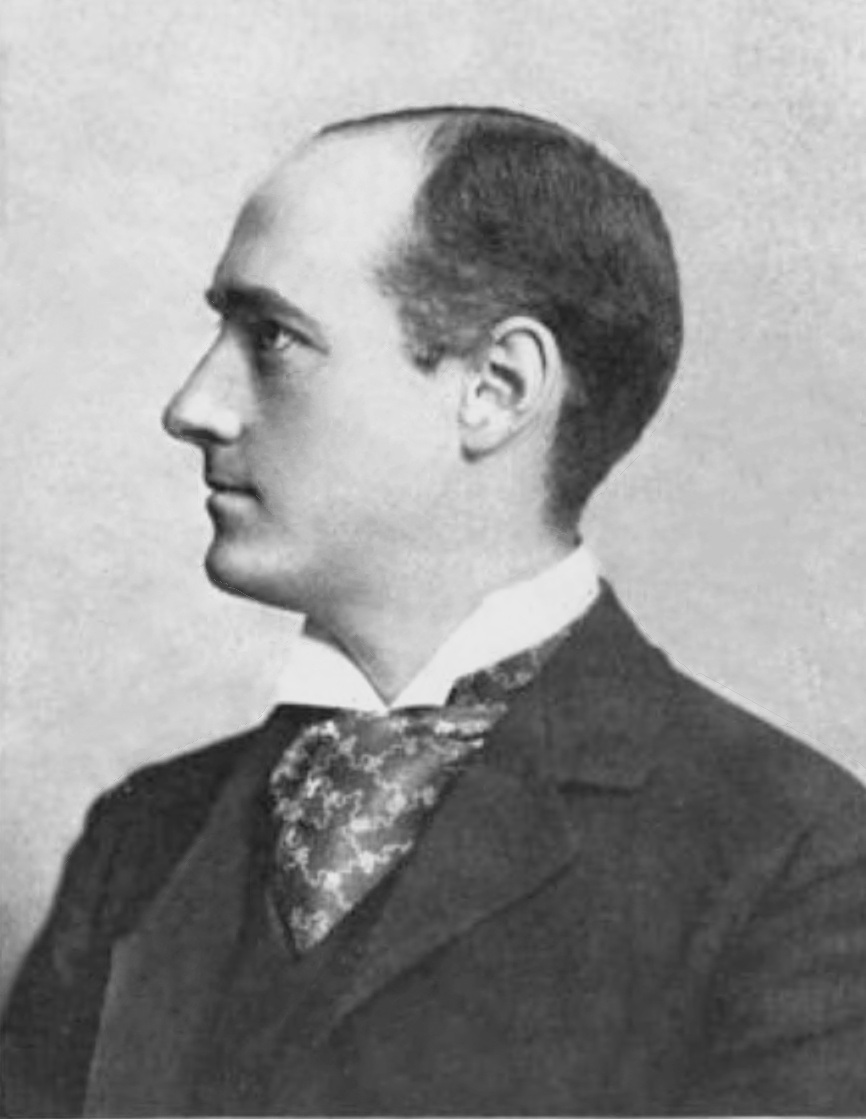
, époux d'Alice Vanderbilt Morris, en 1902.

En juin 1895, elle épouse Dave Hennen Morris (en), un étudiant en médecine de l'université Harvard âgé de 23 ans, qu'elle a rencontré l'été précédent lors d'un voyage vers l'Europe à bord du paquebot Majestic. Dave souhaite alors faire carrière dans la médecine homéopathique et rêve de fonder un jour un hôpital où tous les patients seraient accueillis et soignés avec les mêmes égards quelle que soit leur fortune, rêve soutenu par Alice. Ils se fiancent quelques mois après leur rencontre, au grand dam de la famille de la jeune femme qui désapprouve cette union peu respectueuse des conventions sociales de son milieu ; aucun représentant des Vanderbilt ou des Shepard n'assistera d'ailleurs à leur mariage. Le couple s'installe à Boston : entre 1895 et 1896, Alice Vanderbilt Morris étudie au Radcliffe College de l'université Harvard, toujours en rupture avec les habitudes de la famille Vanderbilt qui n'accorde que peu d'importance aux études supérieures. La famille s'agrandit avec la naissance de six enfants, qui fréquenteront tous des établissements universitaires.
Dans les années précédant la Première Guerre mondiale, ses problèmes de dos s'aggravent : elle passe alors quelque temps dans une clinique où elle découvre une brochure sur l'espéranto, la langue auxiliaire internationale inventée en 1887 par Louis-Lazare Zamenhof pour faciliter les échanges internationaux. Ce projet, en plein développement en Europe, est néanmoins peu connu aux États-Unis, de même que les autres projets de langue universelle défendus à cette époque. Vanderbilt Morris trouve l'idée séduisante et s'en ouvre au chimiste Frederick Gardner Cottrell, un ami de la famille : lui-même intéressé par le sujet, il lui suggère d'utiliser sa fortune pour fonder un organisme dont le but serait de résoudre scientifiquement le problème de la langue internationale en faisant appel à des linguistes et à des scientifiques issus du monde entier. Ce sera l'International Auxiliary Language Association (IALA), cofondée en 1924 avec son époux et le soutien de personnalités locales comme le philosophe John Dewey, l'éducateur Stephen P. Duggan (en), l'universitaire John Huston Finley (en), l'ingénieur Alfred Norton Goldsmith (en), le philanthrope Frederick Paul Keppel (en) ou encore le sociologue Herbert N. Shenton (en). Durant plus de 25 ans, Vanderbilt Morris fait vivre l'association et participe activement à chaque phase des travaux de l'IALA, qui s'attache à construire une langue internationale de manière neutre et scientifique à partir d'éléments de vocabulaire présents dans un maximum de langues et avec une grammaire aussi simple que possible, et ce avec la collaboration de sommités du monde linguistique et interlinguistique comme Edward Sapir (pionnier de l'étude du langage en tant que fait culturel), Otto Jespersen (spécialiste de l'anglais et créateur du novial) ou Giuseppe Peano (créateur du latino sine flexione et fondateur de l'Academia pro Interlingua, dont Vanderbilt Morris est d'ailleurs membre).
La direction de ce travail est par la suite confiée au linguiste Alexander Gode, qui extrait le vocabulaire international des langues européennes pour élaborer une nouvelle langue, l'interlingua de l'IALA. Le système est presque prêt à être publié lorsqu'à la fin de sa vie, Vanderbilt Morris se convertit brutalement au catholicisme et se retire du projet, le laissant sans ressources financières. La fondatrice de l'IALA meurt l'année suivante, un an avant la publication finale de la langue de Gode en 1951.